# Lista över svenska miljardärer (2011)
Det här är en lista över svenska miljardärer, räknat i svenska kronor (SEK), för år 2011.
| Nr  | Namn                              | Förmögenhet       | Ålder | Bor             | Källa till rikedom                  |
| --- | --------------------------------- | ----------------- | ----- | --------------- | ----------------------------------- |
| 1   | Ingvar Kamprad                    | 450 miljarder SEK | 85    | Lausanne        | Ikea                                |
| 2   | Stefan Persson                    | 150 miljarder SEK | 63    | Danderyd        | Hennes & Mauritz                    |
| 3   | Hans Rausing                      | 45 miljarder SEK  | 85    | Sussex          | Arctic Group, Tetra Pak             |
| 4   | Antonia Ax:son Johnson            | 45 miljarder SEK  | 67    | Upplands-Väsby  | Axel Johnson AB                     |
| 5   | Finn Rausing                      | 38 miljarder SEK  | 55    | Stockholm       | Tetra Pak                           |
| 6   | Jörn Rausing                      | 38 miljarder SEK  | 50    | London          | Tetra Pak                           |
| 7   | Kirsten Rausing                   | 38 miljarder SEK  | 58    | Suffolk         | Tetra Pak                           |
| 8   | Lottie Tham                       | 23 miljarder SEK  | 61    | Stockholm       | Hennes & Mauritz                    |
| 9   | Fredrik Lundberg                  | 16 miljarder SEK  | 59    | Danderyd        | Lundbergföretagen                   |
| 10  | Bertil Hult                       | 15 miljarder SEK  | 70    | Luzern          | EF Education First                  |
| 11  | Gustaf Douglas                    | 15 miljarder SEK  | 73    | Åkersberga      | Wasatornet, Latour, Securitas       |
| 12  | Melker Schörling                  | 15 miljarder SEK  | 63    | Stockholm       | Securitas, Assa                     |
| 13  | Dan Sten Olsson                   | 11 miljarder SEK  | 64    | Göteborg        | Stenakoncernen                      |
| 14  | Fredrik Paulsen                   | 10 miljarder SEK  | 60    | Lausanne        | Ferring                             |
| 15  | Roger Akelius                     | 10 miljarder SEK  | 66    | Bahamas         | Akelius Fastigheter                 |
| 16  | Carl Douglas                      | 8 miljarder SEK   | 45    | Åkersberga      | Latour, Wasatornet, Securitas       |
| 17  | Eric Douglas                      | 8 miljarder SEK   | 42    | Åkersberga      | Latour, Wasatornet, Securitas       |
| 18  | Thomas Sandell                    | 8 miljarder SEK   | 46    | New York        | Castlerigg                          |
| 19  | Niklas Zennström                  | 8 miljarder SEK   | 45    | London          | Skype                               |
| 20  | Carl Bennet                       | 7,5 miljarder SEK | 59    | Göteborg        | Carl Bennet AB Group, Getinge       |
| 21  | Karl-Johan Persson                | 6,5 miljarder SEK | 36    | Stockholm       | Hennes & Mauritz                    |
| 22  | Stefan Olsson                     | 6,5 miljarder SEK | 62    | London          | Stenakoncernen                      |
| 23  | Charlotte Söderström              | 6,5 miljarder SEK | 33    | Stockholm       | Hennes & Mauritz                    |
| 24  | Tom Persson                       | 6,5 miljarder SEK | 25    | London          | Hennes & Mauritz                    |
| 25  | Madeleine Olsson-Eriksson         | 6,5 miljarder SEK | 65    | Göteborg        | Stenakoncernen                      |
| 26  | Rune Andersson                    | 6 miljarder SEK   | 66    | Hässleholm      | Mellby Gård                         |
| 27  | Johan Eliasch                     | 6 miljarder SEK   | 49    | London          | Head/Tyrolia                        |
| 28  | Anders Bodin                      | 5,5 miljarder SEK | 64    | Stockholm       | Anders Bodin Fastigheter            |
| 29  | Torbjörn Törnqvist                | 5 miljarder SEK   | 57    | Genève          | Gunvor International BV             |
| 30  | Jan Bengtsson                     | 4,2 miljarder SEK | 38    | Danderyd        | Hennes & Mauritz                    |
| 31  | Jonas Kamprad                     | 4 miljarder SEK   | 45    | London          | Ikano                               |
| 32  | Mathias Kamprad                   | 4 miljarder SEK   | 41    | Köpenhamn       | Ikano                               |
| 33  | Peter Kamprad                     | 4 miljarder SEK   | 47    | Bryssel         | Ikano                               |
| 34  | Jenny Lindén Urnes                | 4 miljarder SEK   | 40    | Stockholm       | Lindéngruppen                       |
| 35  | Elisabeth Douglas                 | 3,5 miljarder SEK | 70    | Åkersberga      | Wasatornet, Latour                  |
| 36  | Erik Paulsson                     | 3,1 miljarder SEK | 69    | Båstad          | Peab, Brinova                       |
| 37  | Cristina Stenbeck                 | 3 miljarder SEK   | 33    | London          | Kinnevik                            |
| 38  | Max Stenbeck                      | 3 miljarder SEK   | 25    | New York        | Kinnevik                            |
| 39  | Ian Lundin                        | 3 miljarder SEK   | 51    | Genève          | Lundin Petroleum                    |
| 40  | Bengt Ågerup                      | 3 miljarder SEK   | 67    | Paris           | Q-Med                               |
| 41  | Robert Weil                       | 2,9 miljarder SEK | 62    | Stockholm       | Proventus                           |
| 42  | Christina Hamrin                  | 2,8 miljarder SEK | 74    | Jönköping       | Herenco                             |
| 43  | Jonas af Jochnick                 | 2,7 miljarder SEK | 72    | Bryssel         | Oriflame                            |
| 44  | Jeanette Bonnier                  | 2,6 miljarder SEK | 77    | Algarve         | Bonnier                             |
| 45  | Hans Wallenstam                   | 2,6 miljarder SEK | 49    | Pixbo           | Wallenstam                          |
| 46  | Hugo Stenbeck                     | 2,5 miljarder SEK | 31    | New York        | Kinnevik                            |
| 47  | Sophie Stenbeck                   | 2,5 miljarder SEK | 29    | Los Angeles     | Kinnevik                            |
| 48  | Sten Åke Lindholm                 | 2,5 miljarder SEK | 69    | Lausanne        | Biltema                             |
| 49  | Patrik Brummer                    | 2,4 miljarder SEK | 61    | Stockholm       | Brummer & Partners                  |
| 50  | Mats Paulsson                     | 2,4 miljarder SEK | 66    | Båstad          | Peab, Brinova                       |
| 51  | Robert af Jochnick                | 2,2 miljarder SEK | 71    | Täby            | Oriflame                            |
| 52  | Björn Savén                       | 2,2 miljarder SEK | 60    | Danderyd        | IK Investment Partners              |
| 53  | Sten Mörtstedt                    | 2,2 miljarder SEK | 71    | London          | CLS Holdings                        |
| 54  | Katarina Martinson                | 2,2 miljarder SEK | 30    | Danderyd        | Lundbergföretagen                   |
| 55  | Louise Lindh                      | 2,2 miljarder SEK | 32    | Stockholm       | Lundbergföretagen                   |
| 56  | Åke Bonnier                       | 2,1 miljarder SEK | 53    | Lidingö         | Bonnier                             |
| 57  | Christer Ericsson                 | 2 miljarder SEK   | 69    | Alingsås        | JCE Group                           |
| 58  | Hans Kristian Rausing             | 2 miljarder SEK   | 48    | London          | stiftelser, Tetra Pak (sålt)        |
| 59  | Lisbet Rausing                    | 2 miljarder SEK   | 51    | London          | Arctic Group, Tetra Pak (sålt)      |
| 60  | Sigrid Rausing                    | 2 miljarder SEK   | 49    | London          | stiftelser, Tetra Pak (sålt)        |
| 61  | Rolf Nilsson                      | 2 miljarder SEK   | 81    | Varberg         | Nilson Group                        |
| 62  | Erik Penser                       | 2 miljarder SEK   | 69    | Oxfordshire     | Erik Penser                         |
| 63  | Erik Selin                        | 2 miljarder SEK   | 44    | Göteborg        | Balder                              |
| 64  | Stefan Bengtsson                  | 1,9 miljarder SEK | 38    | Värmdö          | Hennes & Mauritz                    |
| 65  | Margareta Wallenius-Kleberg       | 1,9 miljarder SEK | 73    | Ekerö           | Rederi AB Soya, Walleniusrederierna |
| 66  | Gerard de Geer                    | 1,8 miljarder SEK | 64    | Schweiz         | Brunswick Investmenst Ltd           |
| 67  | Pontus Bonnier                    | 1,8 miljarder SEK | 57    | Paris           | Bonnier                             |
| 68  | Lukas Lundin                      | 1,7 miljarder SEK | 53    | Vancouver       | Lundin Petroleum                    |
| 69  | Johan Claesson                    | 1,7 miljarder SEK | 60    | Kalmar          | CA-koncernen m.m.                   |
| 70  | Magnus Claesson                   | 1,7 miljarder SEK | 62    | Bryssel         | CA-koncernen m.m.                   |
| 71  | Per Josefsson                     | 1,7 miljarder SEK | 52    | Saltsjö-Duvnäs  | Brummer & Partners                  |
| 72  | Peter Thelin                      | 1,7 miljarder SEK | 55    | Södertälje      | Brummer & Partners                  |
| 73  | Mary Haid                         | 1,7 miljarder SEK | 92    | Schweiz         | Clas Ohlson                         |
| 74  | Per-Olof Söderberg                | 1,7 miljarder SEK | 56    | Danderyd        | Ratos                               |
| 75  | Therese Karlsson                  | 1,7 miljarder SEK | 47    | Lund            | Axis                                |
| 76  | Sven-Olof Johansson               | 1,7 miljarder SEK | 65    | Stockholm       | FastPartner                         |
| 77  | Karl Hedin*                       | 1,7 miljarder SEK | 62    | Smedjebacken    | Karl Hedin*                         |
| 78  | Gerald Engström                   | 1,6 miljarder SEK | 63    | Skinnskatteberg | Systemair                           |
| 79  | Sven Hagströmer                   | 1,6 miljarder SEK | 67    | Stockholm       | Avanza                              |
| 80  | Eva Hamrén-Larsson                | 1,5 miljarder SEK | 58    | London          | Lundbergföretagen                   |
| 81  | Eva Lundin                        | 1,5 miljarder SEK | 76    | Schweiz         | Lundin Petroleum                    |
| 82  | Mona Hamilton                     | 1,5 miljarder SEK | 49    | Genève          | Lundin Petroleum                    |
| 83  | Nico Mordasini                    | 1,5 miljarder SEK | 46    | Genève          | Lundin Petroleum                    |
| 84  | Sven Norfeldt                     | 1,5 miljarder SEK | 52    | Göteborg        | Dunross                             |
| 85  | Jan Söderberg                     | 1,5 miljarder SEK | 55    | Lund            | Ratos                               |
| 86  | Gunnar och Barbro Liljedahl       | 1,4 miljarder SEK | 58    | Luleå           | Liko                                |
| 87  | Laurent Leksell                   | 1,4 miljarder SEK | 58    | Stockholm       | Elekta                              |
| 88  | Christer Brandberg                | 1,3 miljarder SEK | 69    | Stjärnhov       | Axis                                |
| 89  | Karl-Otto Bonnier                 | 1,3 miljarder SEK | 67    | Stockholm       | Bonnier                             |
| 90  | Charlotte Bonnier                 | 1,3 miljarder SEK | 78    | London          | Bonnier                             |
| 91  | Mats Qviberg                      | 1,3 miljarder SEK | 58    | Lidingö         | Investment AB Öresund, Avanza       |
| 92  | Dag Landvik                       | 1,2 miljarder SEK | 67    | Nacka           | Fagerdala World Foams               |
| 93  | Bo Göransson                      | 1,2 miljarder SEK | 73    | London          | Intrum Justitia                     |
| 94  | Bengt Bengtsson                   | 1,2 miljarder SEK | 70    | X               | Siba                                |
| 95  | Benny Andersson                   | 1,2 miljarder SEK | 64    | Stockholm       | Abba, Littlestar                    |
| 96  | Annika Bootsman-Kleberg           | 1,1 miljarder SEK | 45    | Ekerö           | Rederi AB Soya, Walleniusrederierna |
| 97  | Jonas Kleberg                     | 1,1 miljarder SEK | 48    | Bromma          | Rederi AB Soya, Walleniusrederierna |
| 98  | Elisabeth Bergendahl-Mylonopoulos | 1,1 miljarder SEK | 64    | Hässleholm      | Bergendahls                         |
| 99  | Eva Bonnier                       | 1,1 miljarder SEK | 66    | Stockholm       | Bonnier                             |
| 100 | Sven Philip-Sörensen              | 1 miljard SEK     | 69    | Gloucestershire | investerare                         |
| 101 | Conni Jonsson                     | 1 miljard SEK     | 51    | Stockholm       | EQT                                 |
| 102 | Fredrik Svensson                  | 1 miljard SEK     | 49    | Västerås        | Arvid Svensson Invest               |
| 103 | Rikard Svensson                   | 1 miljard SEK     | 39    | Västerås        | Arvid Svensson Invest               |
| 104 | Robert Andreen                    | 1 miljard SEK     | 68    | Stockholm       | Nordic Capital                      |
| 105 | Laszlo Szombatfalvy               | 1 miljard SEK     | 83    | Stockholm       | Castellum                           |
| 106 | Bo Larsson                        | 1 miljard SEK     | 66    | Halmstad        | Trioplast                           |
| 107 | Wonna I de Jong                   | 1 miljard SEK     | 51    | Stockholm       | privata fastigheter                 |
| 108 | Lars Sunnanväder                  | 1 miljard SEK     | 70    | Hechingen       | medicinteknikbolag                  |